# Rodrigo Hernández Martínez
Rodrigo Hernández Martínez (Colombia, 16 de febrero de 1991) es un futbolista colombiano que se desempeña como delantero y actualmente milita en el UNAN Managua FC de la Primera División de Nicaragua.

## Clubes
| Club                   | País                | Año                 | Partidos | Goles |
| ---------------------- | ------------------- | ------------------- | -------- | ----- |
| La Equidad             | Colombia            | 2009 - 2010         | 17       | 0     |
| Uniautónoma            | Colombia            | 2013                | 11       | 0     |
| Independiente Medellín | Colombia            | 2013                | 2        | 0     |
| UNAN Managua FC        | Nicaragua           | 2014 - presente     | 34       | 6     |
| Total en su carrera    | Total en su carrera | Total en su carrera | 64       | 6     |

## Palmarés

### Campeonatos nacionales
| Título               | Club            | País      | Año  |
| -------------------- | --------------- | --------- | ---- |
| Torneo Apertura 2015 | UNAN Managua FC | Nicaragua | 2015 |